# 紹特馬爾山 (貝希特斯加登阿爾卑斯山脈)

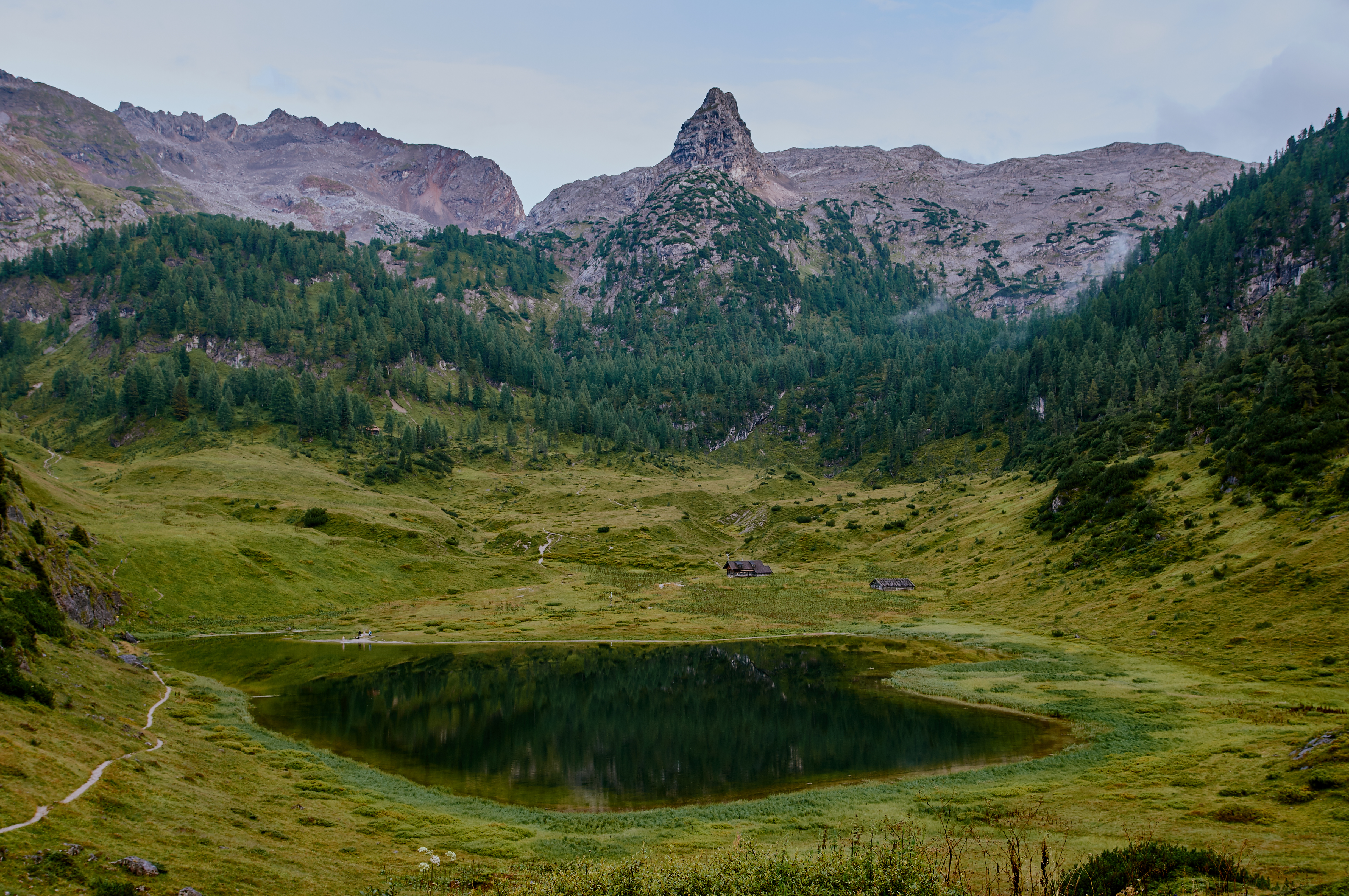

47°28′44″N 12°57′10″E / 47.47889°N 12.95278°E
紹特馬爾山（德語：Schottmalhorn），是中歐的山峰，位於奧地利和德國接壤的邊境，屬於貝希特斯加登阿爾卑斯山脈的一部分，該山峰海拔高度2,225米。